# Pléistocène inférieur
Stratigraphie
Pliocène Pléistocène moyen
Néogène
Le Pléistocène inférieur est une subdivision informelle du Pléistocène qui rassemble les deux étages du Gélasien et du Calabrien. Il s'étend d'environ 2,59 millions d'années à 774 000 ans avant le présent.

Inversions récentes du champ magnétique terrestre. Les zones noires indiquent une polarité identique à la polarité actuelle du globe, les zones blanches une polarité inverse.

## Définition
Dans la nomenclature stratigraphique internationale de la Commission internationale de stratigraphie (CIS), la série du Pléistocène est subdivisée en quatre étages ou âges géologiques, de bas en haut : le Gélasien, le Calabrien, le Chibanien (ou Pléistocène moyen) et le Pléistocène supérieur, seules périodes reconnues par la CIS.
Le terme « Pléistocène inférieur » est toutefois couramment utilisé pour désigner collectivement les deux étages de la partie inférieure du Pléistocène, à savoir le Gélasien et le Calabrien.

## Bornes chronologiques
Le Pléistocène inférieur débute il y a environ 2,59 millions d'années (Ma) et s'achève il y a 774 000 ans (ka). Ces bornes correspondent à deux inversions du champ magnétique terrestre, l'inversion Gauss-Matuyama (en), de la polarité normale vers la polarité inverse, il y a 2,59 Ma, et l'inversion Brunhes-Matuyama, de la polarité inverse vers la polarité normale, il y a 774 ka (voir schéma ci-contre).
Le Pléistocène inférieur comprend deux étages géologiques :
- le Gélasien : de 2,588 à 1,806 Ma avant le présent ;
- le Calabrien : de 1,806 Ma à 774 000 ans avant le présent.

## Climat
Le Pléistocène inférieur est marqué par les glaciations quaternaires, qui se succèdent sur toute la période selon une périodicité d'environ 41 000 ans, ce qui correspondrait au cycle de l'obliquité terrestre, l'un des paramètres de Milanković. C'est une période globalement froide, où les zones septentrionales de la planète et les massifs montagneux sont régulièrement recouverts par des calottes glaciaires, et où les niveaux marins sont sensiblement inférieurs à leur niveau actuel.

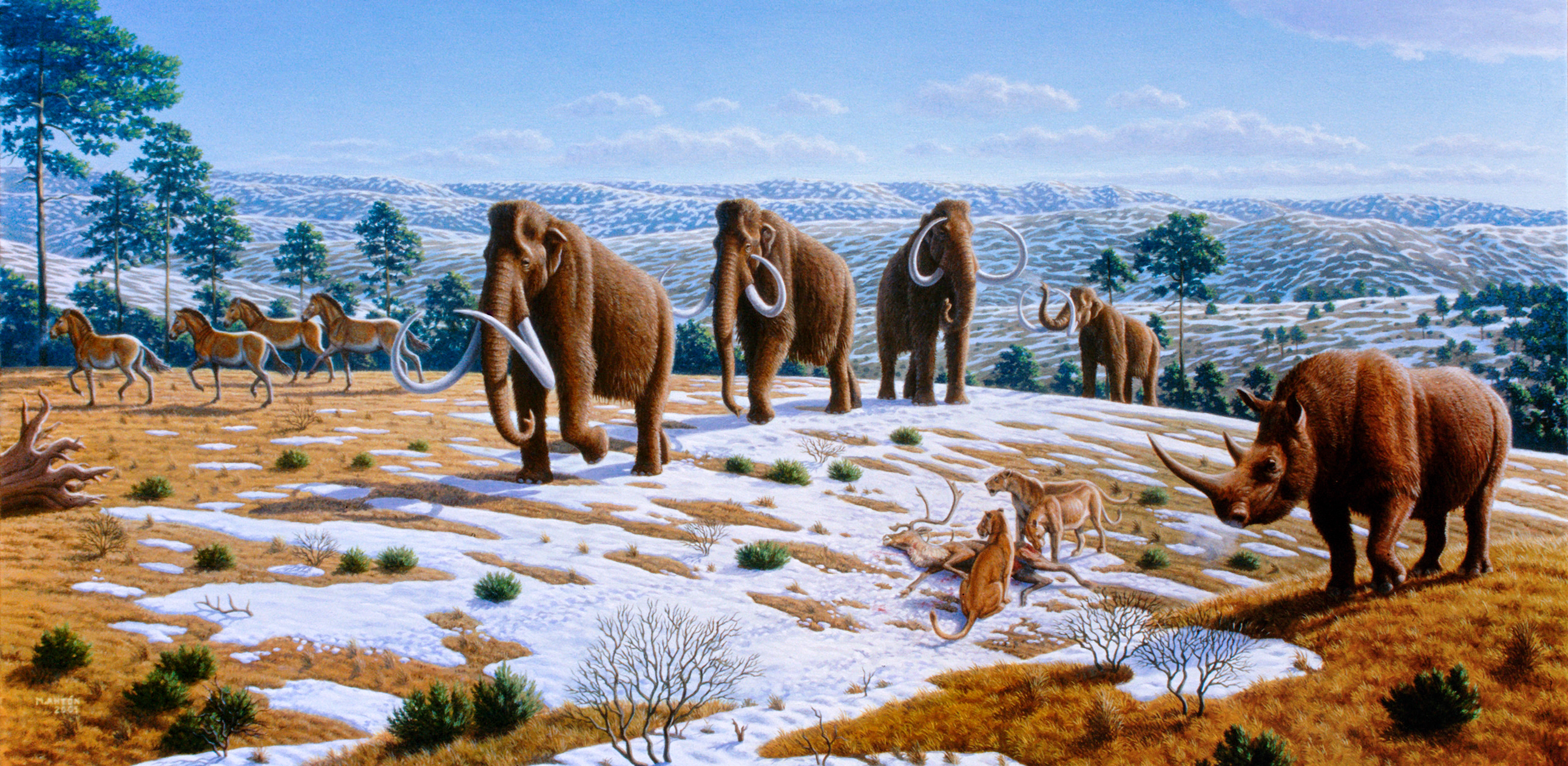
Représentation de la mégafaune en Europe au Pléistocène, par Mauricio Antón

## Mégafaune
La mégafaune du Pléistocène prospère sur tous les continents au cours de cette période. Elle ne sera sévèrement affectée par l'Homme moderne qu'à partir du Paléolithique supérieur et jusqu'à l'Holocène. Les plus grands animaux terrestres de l'époque sont les mammouths, les rhinocéros laineux, les paresseux géants, les ours géants, les tigres à dents de sabre, etc.

## Hominina
La dernière espèce d'Australopithèque connue est Australopithecus sediba, datée de 2 Ma en Afrique du Sud. Les Australopithèques sont progressivement remplacés par les Paranthropes, qui se développent durant le Gélasien et subsistent jusqu'au Calabrien. Ces derniers s'éteignent aux alentours de 1 Ma.
Au cours du Pléistocène inférieur se produit une radiation évolutive du genre Homo. Différentes espèces humaines émergent sur les différents continents à partir d'au moins 2,5 Ma, et qui cohabitent même parfois dans la même région en occupant des niches écologiques distinctes. 